# Кёнъисон
Кёнъисон (кор. 경의선, 京義線) — одна из старейших железнодорожных линий Кореи. Была открыта в 1906 году. Дорога соединяет Сеул (Южная Корея) с Пхеньяном и Синыйджу (Северная Корея). В Сеуле она пересекается с линией Кёнбусон, образуя вместе с ней транскорейскую магистраль, связывающую ряд крупнейших городов Корейского полуострова. В северокорейском Синыйджу линия соединяется с Южно-Маньчжурской железной дорогой, которая связывает Корею с Азией. На всех станциях линии установлены платформенные раздвижные двери.

## История
Идеи создания транскорейской железной дороги появились в конце XIX века, но в силу отсутствия средств проект был приостановлен. В 1898 году Японская империя получила концессию на строительство железной дороги из Пусана в Сеул, Япония стремилась получить контроль над этой веткой. В начале русско-японской войны она игнорировала корейскую декларацию о нейтралитете и перебросила войска в Инчхон, тем самым принудила корейское правительство подписать соглашение, которое давало Японии установить контроль над проектом линии, и в дальнейшем использовать её для военных операций если она сочтёт это необходимым . Японские военные начали строить линию Кёнъисон, рядом с ней создавались военные базы, самая большая из которых находилась рядом со станцией Йонсан в Сеуле.
3 апреля 1906 года линия Кёнъисон была открыта.

### Разделение Кореи

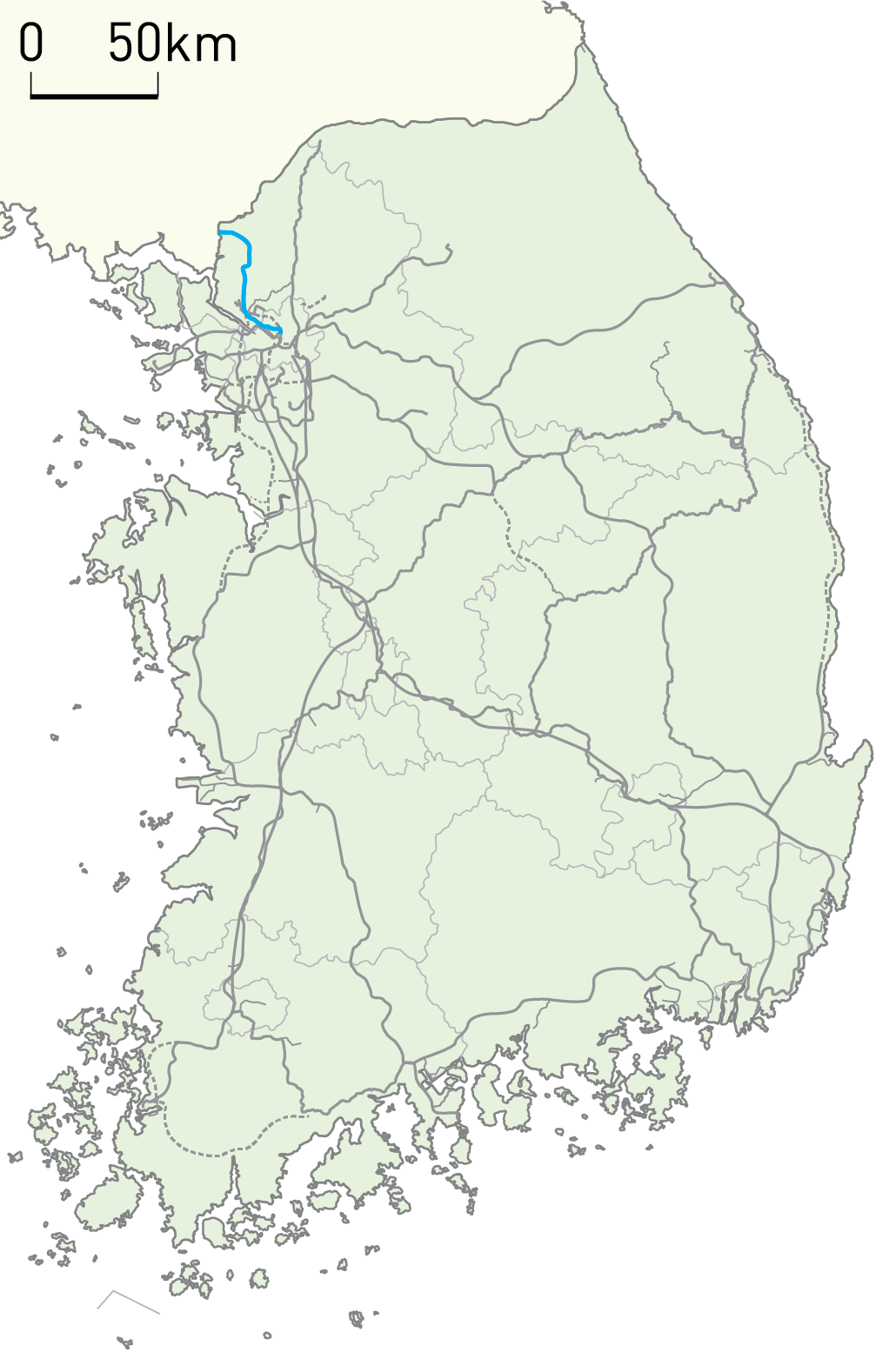
Южнокорейская часть линии

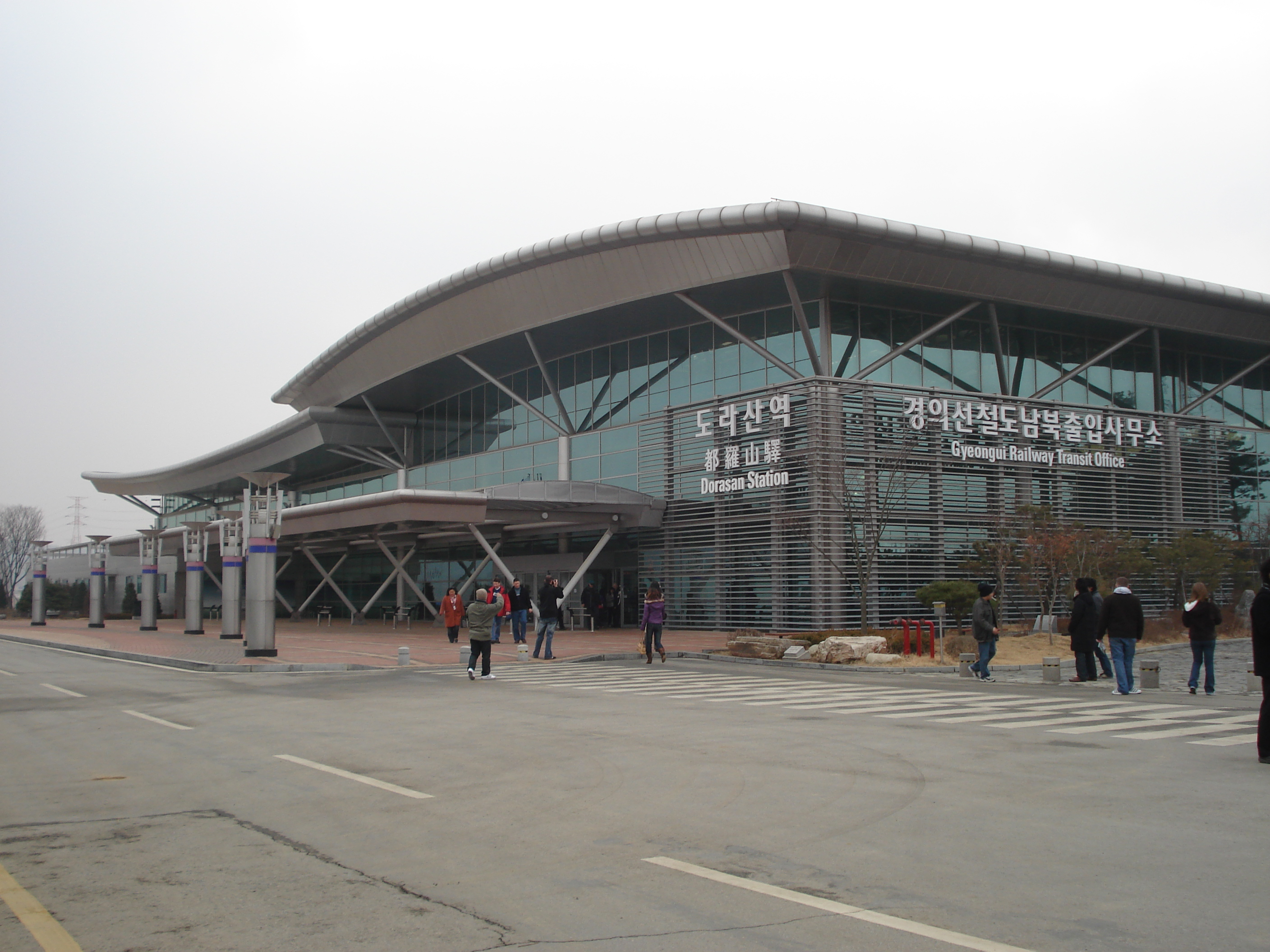
Станция Торасан

Поезда перестали ходить в 1945 году, когда произошло разделение Кореи на Северную и Южную. После окончания Корейской войны в 1953 году, поезда линии Кёнъисон стали ходить только до северокорейской границы, до г. Мунсан, также южнокорейские поезда перестали ходить до Кэсона, который в 1953 году оказался в КНДР. Северокорейские поезда в свою очередь перестали ходить в Южную Корею.
- После встречи в 2000 году лидеров двух Корей, южнокорейские и северокорейские поезда начали ходить до станции Торсан, которая находится в демилитаризованной зоне.
- В октябре 2004 года поезда из Южной Кореи стали ходить в северокорейский Кэсон.
- 22 апреля 2007 года северокорейские и южнокорейские железные дороги восстановили планы по сотрудничеству, которые были ранее отклонены северокорейским руководством.[3]
- 17 мая 2007 года поезд с северокорейской и южнокорейской делегациями прошёл границу (из южнокорейского Мусана в северокорейский Кэсон).[4]

По словам южнокорейских властей Северная Корея готова возобновить регулярное железнодорожное сообщение между двумя странами.

### Модернизация
В ноябре 1999 года Южная Корея начала модернизировать свою часть линии Кёнъисон. Ветка Сеул—Мунсан была полностью электрифицирована, построен второй путь и заметно увеличена пропускная способность. На модернизацию линии Южная Корея потратила 2 153,271 мрд вон. Реконструкция ветки по плану завершится к 2012 году. Средняя скорость поездов на линии будет достигать в среднем 230 км/ч.

## Сеульский метрополитен
В Сеуле линия Кёнъисон образует одну из линий Сеульского метро. Самая северная станция — Мунсан, от неё ветка идёт к офисному центру (Digital Media City), а оттуда пути выходят к железнодорожному вокзалу Сеула.
Линия Кёнъисон Сеульского метрополитена соединяет железнодорожный вокзал с офисным центром (Digital Media City), на линии всего одна подземная станция, к декабрю 2012 года их будет пять, в большинстве своём линия надземная.
Большинство поездов идёт от станции Мунсан к офисному центру и там останавливаются, лишь один или два поезда в час идут дальше на железнодорожный вокзал. Линия Кёнъисон обладает стабильным расписанием, в отличие от 3 и 6 линии, и эта разница в расписаниях приводит к проблемам при пересадках с Кёнъисон на другие линии.
| Номер станции            | Станция (в скобках дата открытия)  | Хангыль           | Ханча             | Пересадка на линии           | Тип Станции | Двери открываются |
| ------------------------ | ---------------------------------- | ----------------- | ----------------- | ---------------------------- | ----------- | ----------------- |
| K310                     | Йонсан (декабрь 2012)              | 용산              | 龍山              | Линия 1 Чунъансон Син Пундан | наземная    |                   |
| K311                     | Хёчхан (декабрь 2012)              | 효창              | 孝昌              |                              | подземная   |                   |
| K312                     | Кондок (декабрь 2012)              | 공덕              | 孔德              | Линия 5 Линия 6 Аэроэкспресс | подземная   |                   |
| K313                     | Соган (декабрь 2012)               | 서강              | 西江              |                              | подземная   |                   |
| K314                     | Университет Хондэ (декабрь 2012)   | 홍대입구          | 弘大入口          | Линия 2 Аэроэкспресс         | подземная   |                   |
| K315                     | Каджва                             | 가좌              | 加佐              |                              | подземная   | слева             |
| K316                     | Офисный центр (Digital Media City) | 디지털미디어시티  |                   | Линия 6 Аэроэкспресс         | наземная    | слева             |
| K317                     | Сусэк                              | 수색              | 水色              |                              | наземная    | слева             |
| через Кёнъисон в Кёнгидо |                                    |                   |                   |                              |             |                   |
| K318                     | Хваджон                            | 화전 (한국항공대) | 花田 (韓國航空大) |                              | наземная    | слева             |
| K319                     | Канмэ (закрыта)                    | 강매              | 江梅              |                              | наземная    |                   |
| K320                     | Хэнсин                             | 행신              | 幸信              | KTX                          | наземная    | слева             |
| K321                     | Нынгок                             | 능곡              | 陵谷              |                              | наземная    | слева             |
| K322                     | Тэгок                              | 대곡              | 大谷              | Линия 3                      | наземная    | слева             |
| K323                     | Коксан                             | 곡산              | 谷山              |                              | наземная    | слева             |
| K324                     | Пэнма                              | 백마              | 白馬              |                              | наземная    | слева             |
| K325                     | Пхунсан                            | 풍산 (애니골)     | 楓山              |                              | наземная    | слева             |
| K326                     | Ильсан                             | 일산              | 一山              |                              | наземная    | справа            |
| K327                     | Тханхён                            | 탄현              | 炭峴              |                              | наземная    | слева             |
| K328                     | (планируется)                      |                   |                   |                              | наземная    |                   |
| K329                     | Унджон                             | 운정              | 雲井              |                              | наземная    | слева             |
| K330                     | Кымнын                             | 금릉              | 金陵              |                              | наземная    | слева             |
| K331                     | Кымчхон                            | 금촌              | 金村              |                              | наземная    | слева             |
| K332                     | (планируется)                      |                   |                   |                              | наземная    |                   |
| K333                     | Воллон                             | 월롱              | 月籠              |                              | наземная    | слева             |
| K334                     | Пхаджу                             | 파주 (두원대학)   | 坡州 (斗源大學)   |                              | наземная    | слева             |
| K335                     | Мунсан                             | 문산              | 汶山              |                              | наземная    | произвольно       |